# Ирландский поход Эдуарда Брюса
Ирландский поход Эдуарда Брюса — четырёхлетняя военная кампания в Ирландии Эдуарда Брюса, брата шотландского короля Роберта I Брюса. Являлась частью первой войны за независимость Шотландии и конфликтов между ирландцами и англичанами.
После победы в битве при Баннокберне, Роберт Брюс решил расширить войну против Англии за счёт отправки в Ирландию армии под руководством своего младшего брата Эдуарда, который в случае успеха мог принять корону верховного короля. Другой причиной для вторжения было бегство в этот регион изгнанных из Шотландии сторонников королевского рода Баллиолов во главе с Джоном Макдугаллом.
Военная кампания окончилась со смертью Эдуарда и поражения шотландско-ирландского войска в битве при Фогхарте 14 октября 1318 года.

## Исторический бэкграунд
К началу XIV века Ирландия не имела верховного короля со времён свержения в 1183 году Руайдри Уа Конхобайра собственным сыном и англичанами. В 1258 году ряд ирландских аристократов избрал верховным королём Бриана Уа Нейлла, но через два года он был побеждён и убит в битве при Даунпатрике в 1260 году.
Правившая Англией династия Плантагенетов с помощью вышедшей в 1155 году папской буллы Laudabiliter объявила остров своим владением, в дальнейшем Ирландия была поделена между выжившими местными королевскими династиями и расположенным на востоке манором Ирландия.

## Вторжение
Существуют две теории, почему в 1315 году Роберт Брюс решил организовать поход в Ирландию:
- Роберт Брюс видел ирландцев как родственную шотландцам гэльскую и кельтскую нацию. Также Брюсы вели род от Айфе ни Диармайд (Евы Мак-Мёрроу), принцессы Лейнстера, Эдуард также имел длинную королевскую гэльскую ирландскую родословную, которая включала в себя Бриана Бору и короля Лейнстера Диармайда мак Мурхада (известного также в англизированном варианте — Дермот Мак-Мёрроу), а также короля Дублина Олава III Кварана. Также в его роду были лорды Галлоуэя, которые сами по себе представляли ветвь рода королей Островов, из которых происходил Сомерлед, сыновья которого разделили после смерти его владения и стали родоначальниками нескольких шотландских кланов[3].
- истощить Англию в людском, материальном и финансовом плане, использовать против неё ресурсы Ирландии и открыть второй фронт. Необходимость в решительных действиях возникла в январе 1315 года, когда англичане при поддержке союзных шотландцев захватили остров Мэн, создав угрозу для юга и юго-запада Шотландии вновь открыв потенциальный источник помощи Англии со стороны ирландских норманнов и гэлов[2][4].

К этому была добавлена просьба о помощи от короля Тир Эогайна Доннелла О’Нила, которого беспокоили вторжения норманнов на юго-востоке (де Вердоны), востоке и западе (арендаторы графа Ольстера Ричарда де Бурга). Желая сохранить свои земли, он и ещё около двенадцати его вассалов и союзников совместно попросили помощи у Шотландии. Брюсы согласились при условии, что Эдуард будет поддержан в качестве короля Ирландии, которая будет управляться отдельно от Шотландии. После этого Роберт планировал отвоевать Мэн, а Эдуард — напасть на Уэльс при поддержке валлийцев. Брюсы видели «великий гэльский союз против Англии» между Шотландией и Ирландией, так как обе страны имели общее наследие, язык и культуру.
Когда О’Нил одобрил условия от своего имени и от имени своих вассалов, начались приготовления. Примерно в это время имевший владения в и вокруг Трима Роджер Мортимер получил известия из Ирландии о готовящемся вторжении, после чего отправился на остров. Ранее он сражался против шотландцев в битве при Баннокберне, где был взят в плен и позже отпущен без выкупа (Роджер был троюродным братом Роберта Брюса) и ему даже поручили возвратить Эдуарду II его личную печать и щит, найденные на поле боя, вместе с телами Гилберта де Клера, графа Глостера, и Роберта Клиффорда.
26 апреля 1315 года состоялся съезд шотландского парламента в Эре у Северного пролива, на котором Эдуард был провозглашён наследником Роберта Брюса в качестве короля Шотландии и владельца иных титулов. Там же собрался заранее созванный флот.

## Кампания

### 1315-1316
Эдуард Брюс вместе со своим зятем Уолтером Стюартом и войском в 5-6 тысяч человек на 300  торговых лодках выплыл из Тарберта, что на юго-западе Шотландии. 26 мая 1315 года шотландское войско высадилось на ирландском побережье в месте где-то между замком Олдерфлит в Ларне, и Гленармом.
Поле высадки Эдвард сразу столкнулся с армией графа Ольстера, с его вассалами и союзниками из числа англо-норманнов и ирландцев (Мандевили, Биссетты из Глена, Логаны, Сэвиджи). В последовавшем сражении англо-ирландцы были разбиты Томасом Рэндольфом, после чего шотландцы заняли город, но не замок Каррикфергус. В начале июня Доннелл О'Нил из Тирона и ещё около двенадцати северных королей и лордов встретили Эдварда Брюса в Каррикфергусе и присягнули ему как королю Ирландии. В этот момент Брюс прямо или косвенно управлял большей частью восточного и среднего Ольстера.
В конце июня Эдвард со своей армией двинулся из Каррикфергуса по Маг-Лайн (Сикс Майл Уотер), при этом по пути сжёг около Антрима принадлежавший Сэвиджам Рэтмор. Затем он пошёл на юг путём через расположенный между Ньюри и Дандолком Мури-Пасс, который веками соединял юг Ольстера с королевствами Миде, Ленстер и Мюнстер. Используя узость прохода, на шотландцев напали прежде присягнувшие на верность ирландские вожди Мак Дуйлечайн из Кланбрассила и Мак Артейн из Айве, но потерпели поражение. После этого армия Брюса разрушила крепость Вердонов Каслроаш, и 29 июня напала на принадлежащий им Дандолк, который был уничтожен, а население — вырезано.
В июле две армии противников Брюса соединились в Слэйб Брэгг, к югу от Арди. Одна пришла из Коннахта под командованием Ричарда Де Бурга, 2-го графа Ольстера, и его союзника, короля Коннахта, Фелима Мак Аэд Уа Конхобэра. Вторая армия состояла из отрядов Манстера и Лейнстера под командованием юстициария, сэра Эдмунда Батлера из Ормонда (отца Джеймса Батлера, 1-го графа Ормонда). Шотландско-ирландская армия расположилась в Инишкине, на десять миль севернее. Между Слэйб Брэгг и Инишкином была деревня Лаут, куда двинулись отряды Де Бурга, в то время как его кузен Уильям Лит Де Бург попытался устроить засаду армии Эдуарда. После небольшой стычки, где погибло несколько шотландцев, Эдуард не решился на участие в сражении и сразу же вместе с союзниками отступил на север к Колрейну. Эдуард Брюс и Доннелл О’Нил разграбили и сожгли Колрейн, разрушили мост через реку Банн и столкнулись с преследующей их армией Де Бурга на противоположном берегу реки. Так как обе стороны испытывали недостаток в провизии и амуниции, то Брюс обратился за помощью к местным лордам — О’Кетэну и О’Флойну, а Де Бург отступил на сорок миль в Антрим, Батлер же вернулся в Ормонд по той же причине.
Вдобавок к этому, Брюс отправил два письма — королю Фелиму и его сопернику, Кэтелу Уа Конхобэру, обещая им поддержку в случае если они прекратят войну. Кэтел вернулся в Коннахт и провозгласил себя королём, не оставляя Фелиму иного выхода кроме как вернуться и подавить это восстание. Положение англичан стало ухудшаться, Де Бург оказался брошенным сразу тремя союзниками и их армиями — его родственник Уолтер Мак Уолтер Каттах Бурк дезертировал в Коннахт во главе нескольких сотен солдат, возможно для того чтобы охранять свои владения от возникающего конфликта между королями. Поэтому когда в августе Брюс и его армия пересекла Банн на четырёх кораблях, прибывших из Шотландии под командованием Томаса Дана, Де Бург отступил к замку Коннор близ Бэллимена, где его в начале сентября и разбили ирландско-шотландские войска. Уильям Лит попал в плен и был увезён в Шотландию как заложник вместе с графом Морея, отправившимся за подкреплением, Де Бург бежал в Коннахт, а один из англо-ирландских отрядов бежал к замку Каррикфергюс и в очередной раз захватил его. Брюс снова взял замок в осаду и, продержав его без припасов почти год, вынудил сдаться в обмен на обещание, что их жизни будут сохранены.
Столкнувшись со столь сложной ситуацией, король Эдуард II 1 сентября 1315 года приказал собрать вождей англо-ирландской коалиции в Дублине для встречи с Парламентом в конце октября, но решительные действия по этому поводу не предпринимались. 13 ноября Эдуард Брюс отправился на юг от Дандолка, 30 ноября оккупировал Ноббер и двинулся Келсу, где был встречен армией Роджера Мортимера численностью примерно 15 000 солдат. Тот собрал значительные силы из числа своих англо-ирландских и гэльских вассалов, подкрепив их отрядами других лордов. В то же время Брюс получил подкрепление от графа Морея, который вернулся из Шотландии с примерно пятью сотнями свежих солдат и продовольствием. В битве при Келсе 6 или 7 ноября 1315 года Мортимер был решительно разбит армией Брюса, отступил в Дублин и тут же отправил письмо в Англию с просьбой о подкреплении. В то же время губернатор Ирландии и епископ Эли Джон Готэм начал решительные действия по защите Дублина от Брюса.
После разграбления Келса Брюс произвёл то же самое с Гранардом, Финни, цистерцианским монастырём в Аббейлее и разграбил Ангейл — поместье гэльского лорда О’Хенли. Рождество армия Брюса провела в поместье Де Вердонов Лугсьюди, съев все запасы провизии и перед уходом уничтожив всё что осталось. Армия Брюса не трогала только те поместья, что принадлежали ирландским лордам, которых угрозами заставили присоединиться к Брюсу, и поместья семьи Де Лейси, которая, желая расширить свои владения, присоединилась к нему.
В 1316 году при Скеррисе была разгромлена армия Эдмунда Батлера, английского наместника в Ирландии, и в  итоге 1 мая 1316 года Эдуард Брюс был коронован как Верховный король Ирландии.
Фелим, король Коннахта, прибыв в свои владения и утопив в крови попытку переворота, перешёл на сторону Эдуарда Брюса. Намереваясь изгнать англичан, в первую очередь, из своих земель, он к середине 1316 года собрал большую армию и отправился к Атенрай, но был разгромлен и убит англичанами под командованием Уильяма де Бурга и Ричарда Бирмингема. Битва превратилась в побоище, в котором погибло 11 тысяч коренных ирландцев, среди них вся знать Коннахта.
Победы шотландцев омрачали проблемы с продовольствием, кормить большое войско становилось труднее. Осенью 1316 года Эдуард Брюс отплыл в Шотландию для встречи с братом Робертом, чтобы обсудить дальнейшие действия и попросить помощи.

### Голод
Военные успехи Эдуарда Брюса вызвали подъём национального движения в Ирландии. Восстание, направленное против английской власти, охватило восточные регионы страны. В феврале 1317 года в Ирландию прибыли новые шотландские отряды под предводительством самого короля Роберта I числом не менее 20 000 человек, остановившиеся в Каслноке. Была развернута широкая пропаганда общности интересов ирландского и шотландского народов, объединённых общими историческими корнями, и необходимости совместной борьбы против Англии. Шотландско-ирландский альянс казался несокрушимым — он побеждал в одной битве за другой и менее чем за пару лет подчинил себе большую часть Ирландии. Но в начале 1317 года голод поразил большую часть Ирландии, и снабжать большое войско стало невозможно. Вскоре король Роберт был вынужден вернуться обратно в Шотландию, но пообещал больше продуктов и добровольцев для помощи своему брату. Англо-норманнские бароны не спешили возвращать себе потерянные земли, так как голод был проблемой для обеих сторон — пищи для армий просто не было.
Предпринятый братьями Брюсами в 1317 году освободительный поход по Ирландии не принес значительных результатов. Жители Дублина подготовились к осаде — сожгли все предместья, как дома, так и церкви, чтобы не дать шотландцам убежища от непогоды, поэтому Брюс решил, что неразумно будет начинать осаду, и его армия, уничтожая всё на своём пути, отправилась на Лимерик. Но, придя к городу, они нашли его также хорошо подготовленным к осаде, а так как войска страдали от голода, то армия после непродолжительной остановки повернула на север. Им пришлось возвращаться по тем же районам, которые они опустошили до того, и во время этого марша армия очень страдала от холода, недостатка еды и болезней, вызванных тем самым голодом, который она сама же и создала. Кроме того, значительная часть ирландских кланов отказалась поддержать братьев Брюсов. После отбытия Роберта I из Ирландии (май 1317 года) приток шотландских солдат практически прекратился.

### Свадьба
Эдуард получил разрешение на свадьбу с Изабеллой Росс, дочерью Уильяма II, графа Росса, 1 июня 1317 года. Их свадьба могла состояться, но могла и не состояться, однако в любом случае детей у них не было.

### Протест ирландских королей
Так как правление Ирландией было закреплено за Плантагенетами, благословлённым на это папской буллой Laudabiliter, изданной в 1155 году папой Адрианом IV, союзники Эдуарда под руководством Дональда О’Нейлла в 1317 году отправили протест папе Иоанну XXII. Они просили отозвать буллу Laudabiliter и информировали папу о том, что избрали Эдуарда своим королём:
 Мы единогласно провозгласили его нашим королём и повелителем нашего вышеупомянутого королевства, ибо по нашему суждению и суждению людей он человек праведный и благоразумный, скромный и непорочный, весьма воздержанный, во всех поступках спокойный и умеренный, и, получив в свои руки власть (о чём мы молим Бога), избавит нас от рабства с помощью Господа и нашего правосудия, наделит каждого тем, что ему полагается по праву, а над всеми восстановит полностью церковь Ирландии во всех её владениях и свободах
Папский двор ни признал права Эдуарда, ни согласился на протест, и его правление было «де факто» над отдельными частями Ирландии и никогда «де юре» над всем островом.

### Битва при Фогхарте
После отбытия Роберта Брюса в Шотландию в последующий период 1317-1318 годов значимых военных событий не было, хроники о них молчат. Очевидно это было вызвано Великим голодом. Шотландцы питались набегами и грабежами, что вызывало всё большую непопулярность среди ирландцев. Вместе с голодом пришли болезни, которые также затронули армию Эдуарда Брюса и вызвали её сокращение. Только после лета 1318 года, когда впервые за три года был хороший урожай, англо-ирландцы собрались с силами под началом сэра Джона де Бирмингем, графа Лаут. По тем же причинам Эдуард Брюс выступил со своей армией на юг. 14 октября 1318 года в воскресенье войска встретились на Фогхартских холмах, что в графстве Лаут две мили севернее Дандолка. Англо-ирландское войско было намного больше шотландско-ирландского. Начавшаяся битва положила конец войне. Английский рыцарь сэр Джон Маупас ринулся прямо на Эдуарда Брюса, пробившись в середину шотландского строя, убил его и тотчас был убит сам — после битвы его тело, изрубленное и исколотое копьями, было найдено лежащим поверх тела Эдуарда. Шотландско-ирландская армия Брюса была разгромлена полностью, конец битвы превратился в бойню.
Джон де Бирмингем обошёлся с телом Брюса по-варварски: его тело четвертовано, части его разосланы по городам Ирландии, а голова доставлена Эдуарду II, за что тот наградил Бирмингема титулом графа Лаута и передал ему поместье Арди.
Анналы Ольстера (ошибочно датируемые 1315 годом) демонстрируют враждебные чувства, питаемые к Эдуарду Брюсу англо-ирландцами:
 Эдуард Брюс, разрушитель Ирландии и всего, иностранного и гэльского, был убит иностранцами, оставившими след битвы на Дун-Делдане. И там же были убиты вместе с ним Мак Руайдри, король Гебридов (возможно Айлин Мак Руайдри) и Мак Дональд, король Аргайла (Анналы Коннахта, датируемые 1318 годом, говорят что погибшим королём Аргайла был Александр, сын Аонгаса Мор Мак Дональда и брат Аонгаса Ог Мак Дональда), а также множество шотландцев. И не было со времён сотворения мира деяния лучше для жителей Ирландии, чем это. Здесь пришла смерть к людям, во время жизни которых во всей Ирландии на протяжении трёх с половиной лет её жители без сомнения были вынуждены есть друг друга.

### Историческое наследие

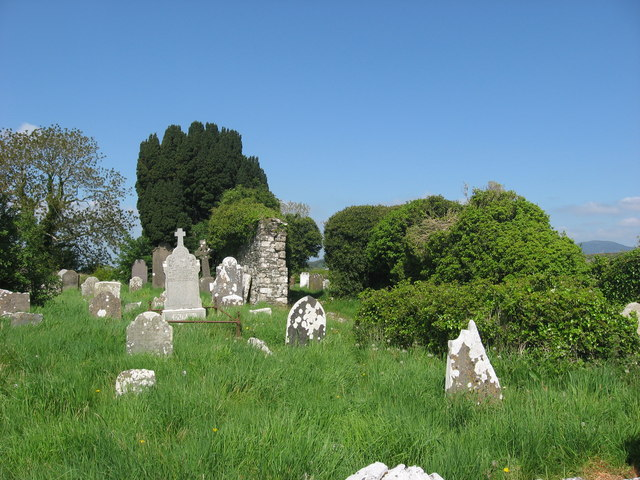
Руины церкви Св. Бригитты и погост в Фогхарте. Камень с крестом отмечает могилу Эдуарда Брюса.

Эдуард Брюс создал хаос в ирландских землях, колонизированных англо-норманнами, и можно сказать, что поставил последних в какой-то момент на колени. Несмотря на его проигрыш, он сильно пошатнул английское влияние в Ирландии и ослабил его на столетия. Ольстер был почти полностью очищен от английских колонистов, многие вожди и кланы вернули свои земли, утраченные ранее. Подобные вещи происходили также и в других частях Ирландии. В то же время общая нужда и злонамеренное уничтожение ресурсов ввергли множество народа в безнадёжную нищету, а вся Ирландия впала в беспорядок и безвластие, из которого она смогла выйти только через несколько поколений спустя. В довершение всего, бедность вызвала голод и моровые эпидемии — чума разных видов охватывала Ирландию несколько раз на протяжении всего столетия.
Вместе с проигрышем Эдуарда Брюса провалилась надежда прогнать англичан и возродить единое королевство Ирландия. С этого момента гэльское возрождение более не имело национального лидера. Идея возрождения возникла снова только к концу Средневековья и имела успех в многочисленных битвах местных вождей и их союзов. Но, несмотря на возврат некоторых утраченных гэльских территорий, со времён Эдуарда Брюса не предпринималось серьёзных попыток создать объединённую гэльскую Ирландию или уничтожить английскую власть в Ирландии и прекратить её колониальный статус.